# Lista gatunków roślin objętych ochroną częściową w Polsce
Lista stanowi zestawienie gatunków roślin objętych częściową ochroną gatunkową w Polsce. Zestawienie obejmuje gatunki chronione na podstawie rozporządzenia Ministra Środowiska z dnia 9 października 2014 r. w sprawie ochrony gatunkowej roślin, wymienione w załączniku nr 2 do tego rozporządzenia (w kolumnie uwagi dodano informacje o dopuszczalnych sposobach zbioru zgodnie z załącznikiem nr 3). 

## KrasnorostyRhodophyta
| Nazwa polska             | Nazwa naukowa            | Uwagi                                      | Rok objęcia ochroną po raz pierwszy |                          |
| rozróżkowate Ceramiaceae | rozróżkowate Ceramiaceae | rozróżkowate Ceramiaceae                   | rozróżkowate Ceramiaceae            | rozróżkowate Ceramiaceae |
| ------------------------ | ------------------------ | ------------------------------------------ | ----------------------------------- | ------------------------ |
| rozróżka                 | Ceramium circinatum      | Zakazy dotyczą także gospodarki rybackiej. | 2004                                |                          |

## RamieniceCharophyta
| Nazwa polska            | Nazwa naukowa                | Uwagi                                                                                        | Rok objęcia ochroną po raz pierwszy |                         |
| ramienicowate Characeae | ramienicowate Characeae      | ramienicowate Characeae                                                                      | ramienicowate Characeae             | ramienicowate Characeae |
| ----------------------- | ---------------------------- | -------------------------------------------------------------------------------------------- | ----------------------------------- | ----------------------- |
| krynicznik kolczasty    | Nitella mucronata            | Zakazy dotyczą także gospodarki rybackiej.                                                   | 2014                                |                         |
| krynicznik giętki       | Nitella flexilis             | –                                                                                            | 2014                                |                         |
| krynicznica tępa        | Nitellopsis obtusa           | –                                                                                            | 2014                                |                         |
| ramienica bałtycka      | Chara baltica                | Gatunek w latach 2004–2014 objęty ochroną ścisłą.                                            | 2004                                |                         |
| ramienica wieńcowa      | Chara braunii (Ch. coronata) | Zakazy dotyczą także gospodarki rybackiej. Gatunek w latach 2004–2014 objęty ochroną ścisłą. | 2004                                |                         |
| ramienica kolczasta     | Chara aculeoata              | Zakazy dotyczą także gospodarki rybackiej.                                                   | 2014                                |                         |
| ramienica kosmata       | Chara hispida                | Zakazy dotyczą także gospodarki rybackiej.                                                   | 2014                                |                         |
| ramienica omszona       | Chara tomentosa              | –                                                                                            | 2014                                |                         |
| rozsocha morska         | Tolypella nidifica           | Zakazy dotyczą także gospodarki rybackiej. Gatunek w latach 2004–2014 objęty ochroną ścisłą. | 2004                                |                         |

## WątrobowceMarchantiophyta
| Nazwa polska                      | Nazwa naukowa                     | Uwagi                                  | Rok objęcia ochroną po raz pierwszy |                                   |
| buławniczkowate Cephaloziellaceae | buławniczkowate Cephaloziellaceae | buławniczkowate Cephaloziellaceae      | buławniczkowate Cephaloziellaceae   | buławniczkowate Cephaloziellaceae |
| --------------------------------- | --------------------------------- | -------------------------------------- | ----------------------------------- | --------------------------------- |
| buławniczka delikatna             | Cephaloziella elachista           | –                                      | 2014                                |                                   |
| buławniczka ząbkowana             | Cephaloziella spinigera           | –                                      | 2014                                |                                   |
| czarostkowate Fossombroniaceae    |                                   |                                        |                                     |                                   |
| czarostka Wondraczekiego          | Fossombronia wondraczekii         | –                                      | 2014                                |                                   |
| głowiakowate Cephaloziaceae       |                                   |                                        |                                     |                                   |
| głowiak długokłosy                | Cephalozia macrostachya           | –                                      | 2014                                |                                   |
| nowellia krzywolistna             | Nowellia curvifolia               | W latach 2004–2014 pod ochroną ścisłą. | 2004                                |                                   |
| jednoczepkowate Haplomitriaceae   |                                   |                                        |                                     |                                   |
| meszek darenkowy                  | Jungermannia caespiticia          | –                                      | 2014                                |                                   |
| łuskolistowate Lepidoziaceae      |                                   |                                        |                                     |                                   |
| biczyca trójwrębna                | Bazzania trilobata                | –                                      | 2004                                |                                   |
| miedzikowate Frullaniaceae        |                                   |                                        |                                     |                                   |
| miedzik płaski                    | Frullania dilatata                | –                                      | 2014                                |                                   |
| parzochowate Porellaceae          |                                   |                                        |                                     |                                   |
| parzoch Bauera                    | Porella baueri                    | –                                      | 2014                                |                                   |
| parzoch sercowaty                 | Porella cordaeana                 | –                                      | 2014                                |                                   |
| piórkowcowate Trichocoleaceae     |                                   |                                        |                                     |                                   |
| piórkowiec kutnerowaty            | Trichocolea tomentella            | –                                      | 2004                                |                                   |
| rzęsiakowate Ptilidiaceae         |                                   |                                        |                                     |                                   |
| rzęsiak pospolity                 | Ptilidium ciliare                 | –                                      | 2004                                |                                   |
| skosatkowate Gymnomitriaceae      |                                   |                                        |                                     |                                   |
| skosatka zanokcicowata            | Plagiochila asplenioides          | –                                      | 2004                                |                                   |
| srebrzykowate Cephaloziellaceae   |                                   |                                        |                                     |                                   |
| miechrza wycięta                  | Marsupella emarginata             | –                                      | 2014                                |                                   |
| widlikowate Metzgeriaceae         |                                   |                                        |                                     |                                   |
| widlicowiec omszony               | Apometzgeria pubescens            | –                                      | 2014                                |                                   |
| widlik podwójny                   | Metzgeria conjugata               | –                                      | 2014                                |                                   |

## MchyBryophyta
| Nazwa polska                           | Nazwa naukowa                | Uwagi                                                                                              | Rok objęcia ochroną po raz pierwszy |                            |
| bezlistowate Buxbaumiaceae             | bezlistowate Buxbaumiaceae   | bezlistowate Buxbaumiaceae                                                                         | bezlistowate Buxbaumiaceae          | bezlistowate Buxbaumiaceae |
| -------------------------------------- | ---------------------------- | -------------------------------------------------------------------------------------------------- | ----------------------------------- | -------------------------- |
| bezlist zwyczajny                      | Buxbaumia aphylla            | –                                                                                                  | 2014                                |                            |
| bielistkowate Leucobryaceae            |                              | |                                     |                            |
| bielistka jałowcowata                  | Leucobryum juniperoideum     | –                                                                                                  | 2004                                |                            |
| bielistka siwa                         | Leucobryum glaucum           | –                                                                                                  | 2001                                |                            |
| błotniszkowate Helodiaceae             |                              | |                                     |                            |
| źródliskowiec tujowaty                 | Palustriella decipiens       | –                                                                                                  | 2014                                |                            |
| źródliskowiec zmienny                  | Palustriella commutata       | –                                                                                                  | 2014                                |                            |
| drabikowate Climaciaceae               |                              | |                                     |                            |
| drabik drzewkowaty                     | Climacium dendroides         | –                                                                                                  | 2001                                |                            |
| drobniaczkowate Seligeriaceae          |                              | |                                     |                            |
| drobniaczek łukowaty                   | Seligeria campylopoda        | W latach 2004–2014 pod ochroną ścisłą.                                                             | 2004                                |                            |
| drobniaczek rozłożysty                 | Seligeria patula             | W latach 2004–2014 pod ochroną ścisłą.                                                             | 2004                                |                            |
| drobniaczek wapienny                   | Seligeria calcarea           | W latach 2004–2014 pod ochroną ścisłą                                                              | 2004                                |                            |
| krótkoząb skalny                       | Brachydontium trichodes      | W latach 2004–2014 pod ochroną ścisłą                                                              | 2004                                |                            |
| fałdźcowate Rhytidiaceae               |                              | |                                     |                            |
| fałdziec pomarszczony                  | Rhytidium rugosum            | –                                                                                                  | 2014                                |                            |
| gajnikowate Hylocomiaceae              |                              | |                                     |                            |
| fałdownik nastroszony                  | Rhytidiadelphus squarrosus   | –                                                                                                  | 2001                                |                            |
| fałdownik trzyrzędowy                  | Rhytidiadelphus triquetrus   | –                                                                                                  | 2001                                |                            |
| gajniczek krótkodzióbkowy              | Loeskeobryum brevirostre     | W latach 2004–2014 pod ochroną ścisłą.                                                             | 2004                                |                            |
| gajnik lśniący                         | Hylocomium splendens         | –                                                                                                  | 2001                                |                            |
| rokietnik pospolity                    | Pleurozium schreberi         | –                                                                                                  | 2001                                |                            |
| jętniczkowate Ephemeraceae             |                              | |                                     |                            |
| jętniczek odgiętolistny                | Ephemerum recurvifolium      | –                                                                                                  | 2014                                |                            |
| jętniczek zbity                        | Ephemerum cohaerens          | –                                                                                                  | 2014                                |                            |
| krótkoszowate Brachytheciaceae         |                              | |                                     |                            |
| brodawkowiec czysty                    | Pseudoscleropodium purum     | –                                                                                                  | 2001                                |                            |
| dzióbkowiec bruzdowany                 | Eurhynchium striatum         | –                                                                                                  | 2004                                |                            |
| dzióbkowiec Zetterstedta               | Eurhynchium angustirete      | –                                                                                                  | 2004                                |                            |
| krótkosz namurnikowy                   | Brachythecium geheebii       | W latach 2004–2014 pod ochroną ścisłą.                                                             | 2004                                |                            |
| krzewinkowate Thamnobyaceae            |                              | |                                     |                            |
| krzewik źródliskowy                    | Thamnobryum alopecurum       | W latach 2004–2014 pod ochroną ścisłą.                                                             | 2004                                |                            |
| krzywoszyjowate Amblystegiaceae        |                              | |                                     |                            |
| błyszcze włosowate                     | Tomentypnum nitens           | Zakazy dotyczą także gospodarki leśnej, rolnej i rybackiej. W latach 2004–2014 pod ochroną ścisłą. | 2004                                |                            |
| krzywoszyj korzeniowy                  | Amblystegium radicale        | W latach 2004–2014 pod ochroną ścisłą.                                                             | 2004                                |                            |
| limprichtia długokończysta             | Limprichtia revolvens        | –                                                                                                  | 2004                                |                            |
| limprichtia pośrednia                  | Limprichtia cossonii         | –                                                                                                  | 2004                                |                            |
| sierpowiec brudny                      | Drepanocladus sordidus       | W latach 2004–2014 pod ochroną ścisłą.                                                             | 2004                                |                            |
| sierpowiec jeziorny                    | Drepanocladus stagnatus      | W latach 2004–2014 pod ochroną ścisłą.                                                             | 2004                                |                            |
| sierpowiec moczarowy                   | Drepanocladus sendtneri      | W latach 2004–2014 pod ochroną ścisłą.                                                             | 2004                                |                            |
| tęposz niski                           | Leptodictyum humile          | W latach 2004–2014 pod ochroną ścisłą.                                                             | 2004                                |                            |
| wodnokrzywoszyj rzeczny                | Hygroamblystegium fluviatile | W latach 2004–2014 pod ochroną ścisłą.                                                             | 2004                                |                            |
| wodnokrzywoszyj zanurzony              | Hygroamblystegium tenax      | W latach 2004–2014 pod ochroną ścisłą.                                                             | 2004                                |                            |
| miecherowate Neckeraceae               |                              | |                                     |                            |
| gładysz paprociowaty                   | Homalia trichomanoides       | W latach 2004–2014 pod ochroną ścisłą.                                                             | 2004                                |                            |
| miechera Bessera                       | Neckera besseri              | W latach 2004–2014 pod ochroną ścisłą.                                                             | 2004                                |                            |
| miechera kędzierzawa                   | Neckera crispa               | W latach 2004–2014 pod ochroną ścisłą.                                                             | 2004                                |                            |
| miechera spłaszczona                   | Neckera complanata           | W latach 2004–2014 pod ochroną ścisłą.                                                             | 2004                                |                            |
| naleźlinowate Andreaceae               |                              | |                                     |                            |
| naleźlina Blytta                       | Andreaea blyttii             | W latach 2004–2014 pod ochroną ścisłą.                                                             | 2004                                |                            |
| naleźlina grubożebrowa                 | Andreaea crassinervia        | W latach 2004–2014 pod ochroną ścisłą.                                                             | 2004                                |                            |
| naleźlina Rotha                        | Andreaea rothii              | W latach 2004–2014 pod ochroną ścisłą.                                                             | 2004                                |                            |
| naleźlina skalna                       | Andreaea rupestris           | W latach 2004–2014 pod ochroną ścisłą.                                                             | 2004                                |                            |
| naleźlina śnieżna                      | Andreaea nivalis             | W latach 2004–2014 pod ochroną ścisłą.                                                             | 2004                                |                            |
| naleźlina zimna                        | Andreaea frigida             | W latach 2004–2014 pod ochroną ścisłą.                                                             | 2004                                |                            |
| osadniczkowate Disceliaceae            |                              | |                                     |                            |
| osadniczek goły                        | Discelium nudum              | W latach 2004–2014 pod ochroną ścisłą.                                                             | 2004                                |                            |
| płoniwowate Pottiaceae                 |                              | |                                     |                            |
| boczeń nastroszony                     | Pleurochaete squarrosa       | W latach 2004–2014 pod ochroną ścisłą.                                                             | 2004                                |                            |
| brodek zwisły                          | Tortula cernua               | W latach 2004–2014 pod ochroną ścisłą.                                                             | 2004                                |                            |
| kędzierzawka krucha                    | Tortella fragilis            | W latach 2004–2014 pod ochroną ścisłą.                                                             | 2004                                |                            |
| kędzierzawka żółtozielona              | Tortella flavovirens         | W latach 2004–2014 pod ochroną ścisłą.                                                             | 2004                                |                            |
| pędzliczek brodawkowaty                | Syntrichia papillosa         | W latach 2004–2014 pod ochroną ścisłą.                                                             | 2004                                |                            |
| pędzliczek chiński                     | Syntrichia sinensis          | W latach 2004–2014 pod ochroną ścisłą.                                                             | 2004                                |                            |
| pędzliczek gładkowłoskowy              | Syntrichia laevipila         | W latach 2004–2014 pod ochroną ścisłą.                                                             | 2004                                |                            |
| pędzliczek szerokolistny               | Syntrichia latifolia         | W latach 2004–2014 pod ochroną ścisłą.                                                             | 2004                                |                            |
| pędzliczek zielonawy                   | Syntrichia virescens         | W latach 2004–2014 pod ochroną ścisłą.                                                             | 2004                                |                            |
| ślimakobrzeżek lessowy                 | Hilpertia velenovskyi        | W latach 2004–2014 pod ochroną ścisłą.                                                             | 2004                                |                            |
| płonnikowate Polytrichaceae            |                              | |                                     |                            |
| płonnik cienki                         | Polytrichum strictum         | –                                                                                                  | 2001                                |                            |
| płonnik pospolity                      | Polytrichum commune          | –                                                                                                  | 2001                                |                            |
| podsadnikowate Splachnaceae            |                              | |                                     |                            |
| długoszyj piłkowany                    | Tayloria serrata             | W latach 2004–2014 pod ochroną ścisłą.                                                             | 2004                                |                            |
| podsadnik pęcherzykowaty               | Splachnum ampullaceum        | W latach 2004–2014 pod ochroną ścisłą.                                                             | 2004                                |                            |
| prątnikowate Bryaceae                  |                              | |                                     |                            |
| prątnik zbiegający                     | Bryum weigelii               | W latach 2004–2014 pod ochroną ścisłą.                                                             | 2004                                |                            |
| próchniczkowate Aulacomniaceae         |                              | |                                     |                            |
| próchniczek błotny                     | Aulacomnium palustre         | –                                                                                                  | 2001                                |                            |
| rokietowate Hypnaceae                  |                              | |                                     |                            |
| grzebieniowiec piórkowaty              | Ctenidium molluscum          | –                                                                                                  | 2014                                |                            |
| mokradłoszka zaostrzona                | Calliergonella cuspidata     | –                                                                                                  | 2001                                |                            |
| piórosz pierzasty                      | Ptilium crista-castrensis    | –                                                                                                  | 2001                                |                            |
| płaszczeniec marszczony                | Buckiella undulata           | –                                                                                                  | 2004                                |                            |
| skrzydlikowate Fissidentaceae          |                              | |                                     |                            |
| skrzydlik długoszowaty                 | Fissidens osmundoides        | W latach 2004–2014 pod ochroną ścisłą.                                                             | 2004                                |                            |
| strzechwowate Grimmiaceae              |                              | |                                     |                            |
| rozłupek brunatny                      | Schistidium brunnescens      | W latach 2004–2014 pod ochroną ścisłą.                                                             | 2004                                |                            |
| rozłupek czarniawy                     | Schistidium atrofuscum       | W latach 2004–2014 pod ochroną ścisłą.                                                             | 2004                                |                            |
| rozłupek włoskoząb                     | Schistidium trichodon        | W latach 2004–2014 pod ochroną ścisłą.                                                             | 2004                                |                            |
| siatkoząb darniowy                     | Coscinodon cribrosus         | W latach 2004–2014 pod ochroną ścisłą.                                                             | 2004                                |                            |
| strzechewka bruzdowana                 | Orthogrimmia sessitana       | W latach 2004–2014 pod ochroną ścisłą.                                                             | 2004                                |                            |
| strzechewka darniowa                   | Orthogrimmia caespiticia     | W latach 2004–2014 pod ochroną ścisłą.                                                             | 2004                                |                            |
| strzechwa bezząb                       | Grimmia anodon               | W latach 2004–2014 pod ochroną ścisłą.                                                             | 2004                                |                            |
| strzechwa włosista                     | Grimmia crinita              | W latach 2004–2014 pod ochroną ścisłą.                                                             | 2004                                |                            |
| strzechwowiec okrągły                  | Dryptodon orbicularis        | W latach 2004–2014 pod ochroną ścisłą.                                                             | 2004                                |                            |
| strzechwowiec zwodniczy                | Dryptodon decipiens          | W latach 2004–2014 pod ochroną ścisłą.                                                             | 2004                                |                            |
| szmotłochowate Bartramiaceae           |                              | |                                     |                            |
| bagniak darniowy                       | Philonotis caespitosa        | W latach 2004–2014 pod ochroną ścisłą.                                                             | 2004                                |                            |
| bagniak długokończysty                 | Philonotis marchica          | W latach 2004–2014 pod ochroną ścisłą.                                                             | 2004                                |                            |
| bagniak kutnerowaty                    | Philonotis tomentella        | W latach 2004–2014 pod ochroną ścisłą.                                                             | 2004                                |                            |
| bagniak spiralny                       | Philonotis seriata           | W latach 2004–2014 pod ochroną ścisłą.                                                             | 2004                                |                            |
| bagniak wapienny                       | Philonotis calcarea          | W latach 2004–2014 pod ochroną ścisłą.                                                             | 2004                                |                            |
| bagniak włosowaty                      | Philonotis arnellii          | W latach 2004–2014 pod ochroną ścisłą.                                                             | 2004                                |                            |
| bagniak zdrojowy                       | Philonotis fontana           | –                                                                                                  | 2014                                |                            |
| szurpkowate Orthotrichaceae            |                              | |                                     |                            |
| nastroszek Brucha                      | Ulota bruchii                | W latach 2004–2014 pod ochroną ścisłą.                                                             | 2004                                |                            |
| nastroszek kędzierzawy                 | Ulota crispa                 | W latach 2004–2014 pod ochroną ścisłą.                                                             | 2004                                |                            |
| szurpek bezzębny                       | Orthotrichum gymnostomum     | W latach 2004–2014 pod ochroną ścisłą.                                                             | 2004                                |                            |
| szurpek delikatny                      | Orthotrichum tenellum        | W latach 2004–2014 pod ochroną ścisłą.                                                             | 2004                                |                            |
| szurpek porosły                        | Orthotrichum lyellii         | W latach 2004–2014 pod ochroną ścisłą.                                                             | 2004                                |                            |
| szurpek skalny                         | Orthotrichum rupestre        | W latach 2004–2014 pod ochroną ścisłą.                                                             | 2004                                |                            |
| szurpek słoikowaty                     | Orthotrichum urnigerum       | W latach 2004–2014 pod ochroną ścisłą.                                                             | 2004                                |                            |
| torfowcowate Sphagnaceae               |                              | |                                     |                            |
| torfowiec bałtycki                     | Sphagnum balticum            | W latach 2004–2014 pod ochroną ścisłą.                                                             | 2001                                |                            |
| torfowiec błotny                       | Sphagnum palustre            | W latach 2004–2014 pod ochroną ścisłą.                                                             | 2001                                |                            |
| torfowiec brodawkowaty                 | Sphagnum papillosum          | W latach 2004–2014 pod ochroną ścisłą.                                                             | 2001                                |                            |
| torfowiec brunatny                     | Sphagnum fuscum              | W latach 2004–2014 pod ochroną ścisłą.                                                             | 2001                                |                            |
| torfowiec cieniutki                    | Sphagnum tenellum            | W latach 2004–2014 pod ochroną ścisłą.                                                             | 2001                                |                            |
| torfowiec czerwonawy                   | Sphagnum rubellum            | W latach 2004–2014 pod ochroną ścisłą.                                                             | 2001                                |                            |
| torfowiec Dusena                       | Sphagnum majus               | W latach 2004–2014 pod ochroną ścisłą.                                                             | 2001                                |                            |
| Torfowiec frędzlowany                  | Sphagnum fimbriatum          | W latach 2004–2014 pod ochroną ścisłą.                                                             | 2001                                |                            |
| torfowiec Girgensohna                  | Sphagnum girgensohnii        | W latach 2004–2014 pod ochroną ścisłą.                                                             | 2001                                |                            |
| torfowiec jednoboczny                  | Sphagnum subsecundum         | W latach 2004–2014 pod ochroną ścisłą.                                                             | 2001                                |                            |
| torfowiec Jensena                      | Sphagnum jensenii            | W latach 2004–2014 pod ochroną ścisłą.                                                             | 2001                                |                            |
| torfowiec kończysty                    | Sphagnum fallax              | –                                                                                                  | 2001                                |                            |
| torfowiec magellański                  | Sphagnum magellanicum        | W latach 2004–2014 pod ochroną ścisłą.                                                             | 2001                                |                            |
| torfowiec miękki                       | Sphagnum molle               | W latach 2004–2014 pod ochroną ścisłą.                                                             | 2001                                |                            |
| torfowiec nastroszony                  | Sphagnum squarrosum          | –                                                                                                  | 2001                                |                            |
| torfowiec obły                         | Sphagnum teres               | W latach 2004–2014 pod ochroną ścisłą.                                                             | 2001                                |                            |
| torfowiec okazały                      | Sphagnum riparium            | W latach 2004–2014 pod ochroną ścisłą.                                                             | 2001                                |                            |
| torfowiec ostrolistny                  | Sphagnum capillifolium       | W latach 2004–2014 pod ochroną ścisłą.                                                             | 2001                                |                            |
| torfowiec pierzasty                    | Sphagnum subnitens           | W latach 2004–2014 pod ochroną ścisłą.                                                             | 2001                                |                            |
| torfowiec pięciorzędowy                | Sphagnum quinquefarium       | W latach 2004–2014 pod ochroną ścisłą.                                                             | 2001                                |                            |
| torfowiec płowy                        | Sphagnum subfulvum           | W latach 2004–2014 pod ochroną ścisłą.                                                             | 2001                                |                            |
| torfowiec pogięty                      | Sphagnum flexuosum           | W latach 2004–2014 pod ochroną ścisłą.                                                             | 2001                                |                            |
| torfowiec pokrewny                     | Sphagnum affine              | W latach 2004–2014 pod ochroną ścisłą.                                                             | 2001                                |                            |
| torfowiec Russowa                      | Sphagnum russowii            | W latach 2004–2014 pod ochroną ścisłą.                                                             | 2001                                |                            |
| torfowiec skręcony                     | Sphagnum contortum           | W latach 2004–2014 pod ochroną ścisłą.                                                             | 2001                                |                            |
| torfowiec spiczastolistny              | Sphagnum cuspidatum          | W latach 2004–2014 pod ochroną ścisłą.                                                             | 2001                                |                            |
| torfowiec szorstki                     | Sphagnum compactum           | W latach 2004–2014 pod ochroną ścisłą.                                                             | 2001                                |                            |
| torfowiec środkowy                     | Sphagnum centrale            | W latach 2004–2014 pod ochroną ścisłą.                                                             | 2001                                |                            |
| torfowiec tępolistny                   | Sphagnum obtusum             | W latach 2004–2014 pod ochroną ścisłą.                                                             | 2001                                |                            |
| torfowiec Warnstorfa                   | Sphagnum warnstorfii         | W latach 2004–2014 pod ochroną ścisłą.                                                             | 2001                                |                            |
| torfowiec wąskolistny                  | Sphagnum angustifolium       | W latach 2004–2014 pod ochroną ścisłą.                                                             | 2001                                |                            |
| torfowiec wklęsłolistny                | Sphagnum platyphyllum        | W latach 2004–2014 pod ochroną ścisłą.                                                             | 2001                                |                            |
| torfowiec Wulfa                        | Sphagnum wulfianum           | W latach 2004–2014 pod ochroną ścisłą.                                                             | 2001                                |                            |
| torfowiec zanurzony                    | Sphagnum inundatum           | W latach 2004–2014 pod ochroną ścisłą.                                                             | 2001                                |                            |
| torfowiec ząbkowany                    | Sphagnum denticulatum        | W latach 2004–2014 pod ochroną ścisłą.                                                             | 2001                                |                            |
| tujowcowate Thuidiaceae                |                              | |                                     |                            |
| jodłówka pospolita                     | Abietinella abietina         | –                                                                                                  | 2004                                |                            |
| tujowiec delikatny                     | Thuidium delicatulum         | –                                                                                                  | 2001                                |                            |
| tujowiec szerokolistny                 | Thuidium recognitum          | –                                                                                                  | 2004                                |                            |
| tujowiec tamaryszkowaty                | Thuidium tamariscinum        | –                                                                                                  | 2001                                |                            |
| tujowiec włoskolistny                  | Thuidium philibertii         | –                                                                                                  | 2004                                |                            |
| widłozębowate Dicranaceae              |                              | |                                     |                            |
| krzywoszczeć krucha                    | Campylopus fragilis          | –                                                                                                  | 2014                                |                            |
| krzywoszczeć pogięta                   | Campylopus flexuosus         | W latach 2004–2014 pod ochroną ścisłą.                                                             | 2004                                |                            |
| krzywoszczeć torfowa                   | Campylopus pyriformis        | W latach 2004–2014 pod ochroną ścisłą.                                                             | 2004                                |                            |
| różnoząb delikatny                     | Cynodontium tenellum         | W latach 2004–2014 pod ochroną ścisłą.                                                             | 2004                                |                            |
| różnoząb smukły                        | Cynodontium gracilescens     | W latach 2004–2014 pod ochroną ścisłą.                                                             | 2004                                |                            |
| różnoząb zwodniczy                     | Cynodontium fallax           | W latach 2004–2014 pod ochroną ścisłą.                                                             | 2004                                |                            |
| widłoząb błotny                        | Dicranum bonjeanii           | W latach 2004–2014 pod ochroną ścisłą.                                                             | 2004                                |                            |
| widłoząb kędzierzawy                   | Dicranum polysetum           | –                                                                                                  | 2004                                |                            |
| widłoząb miotlasty (widłoząb miotłowy) | Dicranum scoparium           | –                                                                                                  | 2004                                |                            |
| widłoząb płowy                         | Dicranum fulvum              | W latach 2004–2014 pod ochroną ścisłą.                                                             | 2004                                |                            |
| widłoząb sudecki                       | Dicranum sendtneri           | W latach 2004–2014 pod ochroną ścisłą.                                                             | 2004                                |                            |
| zwiesiniec szorstki                    | Dicranodontium asperulum     | W latach 2004–2014 pod ochroną ścisłą.                                                             | 2004                                |                            |
| zdrojkowate Fontinalaceae              |                              | |                                     |                            |
| zdrojek łuseczkowaty                   | Fontinalis squamosa          | W latach 2004–2014 pod ochroną ścisłą.                                                             | 2004                                |                            |
| zwiślikowate Anomodontaceae            |                              | |                                     |                            |
| zwiślik długolistny                    | Anomodon longifolius         | W latach 2004–2014 pod ochroną ścisłą.                                                             | 2004                                |                            |
| zwiślik krótkokończysty                | Anomodon rugelii             | W latach 2004–2014 pod ochroną ścisłą.                                                             | 2004                                |                            |
| zwiślik maczugowaty                    | Anomodon attenuatus          | W latach 2004–2014 pod ochroną ścisłą.                                                             | 2004                                |                            |
| zwiślik wiciowy                        | Anomodon viticulosus         | W latach 2004–2014 pod ochroną ścisłą.                                                             | 2004                                |                            |

## PaprotnikiPteridophyta
| Nazwa polska                  | Nazwa naukowa                                        | Uwagi                                                                                              | Rok objęcia ochroną po raz pierwszy |                           |
| podrzeniowate Blechnaceae     | podrzeniowate Blechnaceae                            | podrzeniowate Blechnaceae                                                                          | podrzeniowate Blechnaceae           | podrzeniowate Blechnaceae |
| ----------------------------- | ---------------------------------------------------- | -------------------------------------------------------------------------------------------------- | ----------------------------------- | ------------------------- |
| podrzeń żebrowiec             | Blechnum spicant                                     | W latach 1983–2014 pod ochroną ścisłą.                                                             | 1983                                |                           |
| widliczkowate Selaginellaceae |                                                      | |                                     |                           |
| widliczka ostrozębna          | Selaginella selaginoides                             | Zakazy dotyczą także gospodarki rolnej, leśnej i rybackiej. W latach 2004–2014 pod ochroną ścisłą. | 2004                                |                           |
| widłakowate Lycopodiaceae     |                                                      | |                                     |                           |
| widlicz spłaszczony           | Diphasiastrum complanatum                            | W latach 1946–2014 pod ochroną ścisłą.                                                             | 1946                                |                           |
| widłak goździsty              | Lycopodium clavatum                                  | W latach 1946–2014 pod ochroną ścisłą.                                                             | 1946                                |                           |
| widłak jałowcowaty            | Lycopodium annotinum                                 | W latach 1946–2014 pod ochroną ścisłą.                                                             | 1946                                |                           |
| wroniec widlasty              | Huperzia selago                                      | W latach 1946–2014 pod ochroną ścisłą.                                                             | 1946                                |                           |
| wietlicowate Athyriaceae      |                                                      | |                                     |                           |
| pióropusznik strusi           | Matteuccia struthiopteris (Matteucia struthiopteris) | W latach 1946–2014 pod ochroną ścisłą.                                                             | 1946                                |                           |
| zanokcicowate Aspleniaceae    |                                                      | |                                     |                           |
| zanokcica północna            | Asplenium septentrionale                             | Zakazy dotyczą także gospodarki rolnej, leśnej i rybackiej                                         | 2014                                |                           |

## Rośliny nasienneSpermatophyta
| Nazwa polska                    | Nazwa naukowa                            | Uwagi                                                                                                 | Rok objęcia ochroną po raz pierwszy |                             |
| amarylkowate Amaryllidaceae     | amarylkowate Amaryllidaceae              | amarylkowate Amaryllidaceae                                                                           | amarylkowate Amaryllidaceae         | amarylkowate Amaryllidaceae |
| ------------------------------- | ---------------------------------------- | --- | ----------------------------------- | --------------------------- |
| śnieżyca wiosenna               | Leucoium vernum                          | W latach 1946–2014 pod ochroną ścisłą.                                                                | 1946                                |                             |
| śnieżyczka przebiśnieg          | Galanthus nivalis                        | W latach 1946–2014 pod ochroną ścisłą.                                                                | 1946                                |                             |
| babkowate Plantaginaceae        |                                          | |                                     |                             |
| konitrut błotny                 | Gratiola officinalis                     | W latach 2004–2014 pod ochroną ścisłą.                                                                | 2004                                |                             |
| baldaszkowate Apiaceae          |                                          | |                                     |                             |
| dzięgiel litwor                 | Angelica archangelica                    | W latach 1983–2014 pod ochroną ścisłą.                                                                | 1983                                |                             |
| bobrkowate Menyanthaceae        |                                          | |                                     |                             |
| bobrek trójlistkowy             | Menyanthes trifoliata                    | – | 2001                                |                             |
| cisowate Taxaceae               |                                          | |                                     |                             |
| cis pospolity                   | Taxus baccata                            | W latach 1946–2001 pod ochroną ścisłą, 2001–2004 pod ochroną częściową, 2004–2014 pod ochroną ścisłą. | 1946                                |                             |
| dzwonkowate Campanulaceae       |                                          | |                                     |                             |
| dzwonek szerokolistny           | Campanula latifolia                      | W latach 2004–2014 pod ochroną ścisłą.                                                                | 2004                                |                             |
| zerwa kulista                   | Phyteuma orbiculare                      | W latach 1983–2014 pod ochroną ścisłą.                                                                | 1983                                |                             |
| goryczkowate Gentianaceae       |                                          | |                                     |                             |
| centuria nadobna                | Centaurium pulchellum                    | W latach 2004–2014 pod ochroną ścisłą.                                                                | 2004                                |                             |
| centuria pospolita              | Centaurium erythraea                     | W latach 2004–2014 pod ochroną ścisłą.                                                                | 1957                                |                             |
| goryczka trojeściowa            | Gentiana asclepiadea                     | W latach 2004–2014 pod ochroną ścisłą.                                                                | 1957                                |                             |
| goryczuszka orzęsiona           | Gentianella ciliata                      | W latach 1946–2014 pod ochroną ścisłą.                                                                | 1946                                |                             |
| goryczuszka wczesna             | Gentianella lutescens                    | W latach 1946–2014 pod ochroną ścisłą.                                                                | 1946                                |                             |
| goździkowate Caryophyllaceae    |                                          | |                                     |                             |
| goździk piaskowy                | Dianthus arenarius                       | W latach 1983–2014 pod ochroną ścisłą.                                                                | 1983                                |                             |
| goździk postrzępiony            | Dianthus plumarius                       | Zakazy dotyczą także gospodarki rolnej, leśnej i rybackiej. W latach 1983–2014 pod ochroną ścisłą.    | 1983                                |                             |
| goździk skupiony                | Dianthus compactus                       | W latach 1983–2014 pod ochroną ścisłą.                                                                | 1983                                |                             |
| łyszczec wiechowaty             | Gypsophila paniculata                    | W latach 1983–2014 pod ochroną ścisłą.                                                                | 1983                                |                             |
| gruszyczkowate Pyrolaceae       |                                          | |                                     |                             |
| pomocnik baldaszkowy            | Chimaphila umbellata                     | W latach 1983–2014 pod ochroną ścisłą.                                                                | 1983                                |                             |
| grzybieniowate Nymphaeaceae     |                                          | |                                     |                             |
| grzybienie białe                | Nymphaea alba                            | W latach 1995–2004 pod ochroną ścisłą.                                                                | 1957                                |                             |
| grzybienie północne             | Nymphaea candida                         | W latach 1995–2014 pod ochroną ścisłą.                                                                | 1983                                |                             |
| jaskrowate Ranunculaceae        |                                          | |                                     |                             |
| jaskier wielki                  | Ranunculus lingua                        | – | 2014                                |                             |
| orlik pospolity                 | Aquilegia vulgaris                       | W latach 1957–2014 pod ochroną ścisłą.                                                                | 1957                                |                             |
| pluskwica europejska            | Cimicifuga europaea                      | W latach 1983–2014 pod ochroną ścisłą.                                                                | 1983                                |                             |
| tojad dzióbaty                  | Aconitum variegatum                      | W latach 1957–2014 pod ochroną ścisłą.                                                                | 1957                                |                             |
| tojad Gayera                    | Aconitum × gayeri                        | W latach 1957–2014 pod ochroną ścisłą.                                                                | 1957                                |                             |
| tojad kosmatoowockowy           | Aconitum × hebegynum                     | W latach 1957–2014 pod ochroną ścisłą.                                                                | 1957                                |                             |
| tojad Lengyela                  | Aconitum × lengyelii                     | W latach 1957–2014 pod ochroną ścisłą.                                                                | 1957                                |                             |
| tojad Pawłowskiego              | Aconitum × pawlowskii                    | W latach 1957–2014 pod ochroną ścisłą.                                                                | 1957                                |                             |
| włosienicznik rzeczny           | Batrachium fluitans                      | W latach 2004–2014 pod ochroną ścisłą.                                                                | 2004                                |                             |
| włosienicznik skąpopręcikowy    | Batrachium trichophyllum                 | W latach 2004–2014 pod ochroną ścisłą.                                                                | 2004                                |                             |
| zawilec narcyzowy               | Anemone narcissifolia                    | W latach 1946–2014 pod ochroną ścisłą.                                                                | 1946                                |                             |
| zawilec wielkokwiatowy          | Anemone sylvestris                       | W latach 1946–2014 pod ochroną ścisłą.                                                                | 1946                                |                             |
| kosaćcowate Iridaceae           |                                          | |                                     |                             |
| szafran spiski                  | Crocus scepusiensis                      | W latach 1946–2014 pod ochroną ścisłą.                                                                | 1946                                |                             |
| krzyżowe Brassicaceae           |                                          | |                                     |                             |
| rukiew wodna                    | Nasturtium officinale                    | W latach 2004–2014 pod ochroną ścisłą.                                                                | 2004                                |                             |
| liliowate Liliaceae             |                                          | |                                     |                             |
| cebulica dwulistna              | Scilla bifolia                           | W latach 2001–2014 pod ochroną ścisłą.                                                                | 2001                                |                             |
| ciemiężyca zielona              | Veratrum lobelianum                      | W latach 1995–2014 pod ochroną ścisłą.                                                                | 1957                                |                             |
| czosnek kątowaty                | Allium angulosum                         | – | 2014                                |                             |
| czosnek niedźwiedzi             | Allium ursinum                           | – | 2004                                |                             |
| marzanowate Rubiaceae           |                                          | |                                     |                             |
| przytulia szorstkoowockowa      | Galium pumilum                           | – | 2014                                |                             |
| motylkowate Fabaceae            |                                          | |                                     |                             |
| groszek błotny                  | Lathyrus palustris                       | – | 2014                                |                             |
| groszek wschodniokarpacki       | Lathyrus laevigatus                      | W latach 1983–2014 pod ochroną ścisłą.                                                                | 1983                                |                             |
| komonicznik skrzydlatostrąkowy  | Tetragonolobus maritimus                 | – | 2014                                |                             |
| wilżyna ciernista               | Ononis spinosa                           | – | 1983                                |                             |
| wilżyna rozłogowa               | Ononis repens                            | – | 2004                                |                             |
| nadwodnikowate Elatinaceae      |                                          | |                                     |                             |
| nadwodnik naprzeciwlistny       | Elatine hydropiper                       | W latach 2004–2014 pod ochroną ścisłą.                                                                | 2004                                |                             |
| nadwodnik okółkowy              | Elatine alsinastrum                      | W latach 2004–2014 pod ochroną ścisłą.                                                                | 2004                                |                             |
| nadwodnik sześciopręcikowy      | Elatine hexandra                         | W latach 2004–2014 pod ochroną ścisłą.                                                                | 2004                                |                             |
| nadwodnik trójpręcikowy         | Elatine triandra                         | W latach 2004–2014 pod ochroną ścisłą.                                                                | 2004                                |                             |
| obrazkowate Araceae             |                                          | |                                     |                             |
| obrazki alpejskie               | Arum alpinum                             | W latach 2001–2014 pod ochroną ścisłą.                                                                | 2001                                |                             |
| oliwnikowate Elaeagnaceae       |                                          | |                                     |                             |
| rokitnik zwyczajny              | Hippophaë rhamnoides                     | W latach 1983–2014 pod ochroną ścisłą.                                                                | 1983                                |                             |
| pierwiosnkowate Primulaceae     |                                          | |                                     |                             |
| pierwiosnek wyniosły            | Primula elatior                          | – | 1957                                |                             |
| zarzyczka górska                | Cortusa matthioli                        | W latach 2001–2014 pod ochroną ścisłą.                                                                | 2001                                |                             |
| przewiertniowate Caprifoliaceae |                                          | |                                     |                             |
| wiciokrzew pomorski             | Lonicera periclymenum                    | W latach 1957–2014 pod ochroną ścisłą.                                                                | 1957                                |                             |
| zimoziół północny               | Linnaea borealis                         | W latach 1983–2014 pod ochroną ścisłą.                                                                | 1983                                |                             |
| psiankowate Solanaceae          |                                          | |                                     |                             |
| lulecznica kraińska             | Scopolia carniolica                      | W latach 1983–2014 pod ochroną ścisłą.                                                                | 1983                                |                             |
| pokrzyk wilcza jagoda           | Atropa belladonna                        | W latach 1995–2014 pod ochroną ścisłą.                                                                | 1957                                |                             |
| różowate Rosaceae               |                                          | |                                     |                             |
| parzydło leśne                  | Aruncus sylvestris                       | W latach 1983–2014 pod ochroną ścisłą.                                                                | 1983                                |                             |
| wiśnia karłowata                | Cerasus fruticosa                        | W latach 1946–2014 pod ochroną ścisłą.                                                                | 1946                                |                             |
| sitowate Juncaceae              |                                          | |                                     |                             |
| sit tępokwiatowy                | Juncus subnodulosus                      | – | 2014                                |                             |
| skalnicowate Saxifragaceae      |                                          | |                                     |                             |
| skalnica gronkowa               | Saxifraga paniculata                     | W latach 2001–2014 pod ochroną ścisłą.                                                                | 2001                                |                             |
| sosnowate Pinaceae              |                                          | |                                     |                             |
| kosodrzewina, sosna kosa        | Pinus mugo                               | W latach 1957–2014 pod ochroną ścisłą.                                                                | 1957                                |                             |
| sosna limba                     | Pinus cembra                             | W latach 1946–2014 pod ochroną ścisłą.                                                                | 1946                                |                             |
| storczykowate Orchidaceae       |                                          | |                                     |                             |
| gnieźnik leśny                  | Neottia nidus-avis                       | W latach 1946–2014 pod ochroną ścisłą.                                                                | 1946                                |                             |
| kruszczyk rdzawoczerwony        | Epipactis atrorubens                     | W latach 1946–2014 pod ochroną ścisłą.                                                                | 1946                                |                             |
| kruszczyk szerokolistny         | Epipactis helleborine                    | W latach 1946–2014 pod ochroną ścisłą.                                                                | 1946                                |                             |
| kukułka krwista                 | Dactylorhiza incarnata                   | W latach 1983–2014 pod ochroną ścisłą.                                                                | 1983                                |                             |
| kukułka plamista                | Dactylorhiza maculata                    | W latach 1946–2014 pod ochroną ścisłą.                                                                | 1946                                |                             |
| kukułka szerokolistna           | Dactylorhiza majalis                     | W latach 1983–2014 pod ochroną ścisłą.                                                                | 1983                                |                             |
| listera jajowata                | Listera ovata                            | W latach 1946–2014 pod ochroną ścisłą.                                                                | 1946                                |                             |
| podkolan biały                  | Platanthera bifolia                      | W latach 1946–2014 pod ochroną ścisłą.                                                                | 1946                                |                             |
| podkolan zielonawy              | Platanthera chlorantha                   | W latach 1946–2014 pod ochroną ścisłą.                                                                | 1946                                |                             |
| świbkowate Juncaginaceae        |                                          | |                                     |                             |
| świbka morska                   | Triglochin maritimum                     | – | 2014                                |                             |
| tamaryszkowate Tamaricaceae     |                                          | |                                     |                             |
| września pobrzeżna              | Myricaria germanica                      | – | 2014                                |                             |
| trawy Poaceae                   |                                          | |                                     |                             |
| sesleria błotna                 | Sesleria uliginosa                       | – | 2014                                |                             |
| turówka leśna                   | Hierochloë australis                     | – | 1983                                |                             |
| turówka wonna                   | Hierochloë odorata                       | W latach 1983–2001 pod ochroną ścisłą.                                                                | 1957                                |                             |
| trędownikowate Scrophulariaceae |                                          | |                                     |                             |
| dziewanna fioletowa             | Verbascum phoeniceum                     | – | 2014                                |                             |
| gnidosz błotny                  | Pedicularis palustris                    | W latach 2004–2014 pod ochroną ścisłą.                                                                | 2004                                |                             |
| gnidosz rozesłany               | Pedicularis sylvatica                    | W latach 1983–2014 pod ochroną ścisłą.                                                                | 1983                                |                             |
| naparstnica zwyczajna           | Digitalis grandiflora                    | W latach 1983–2001 pod ochroną ścisłą, 2001–2004 pod ochroną częściową, 2004–2014 pod ochroną ścisłą. | 1983                                |                             |
| turzycowate Cyperaceae          |                                          | |                                     |                             |
| turzyca dwupienna               | Carex dioica                             | – | 2014                                |                             |
| turzyca kulista                 | Carex globularis                         | – | 2014                                |                             |
| turzyca loarska                 | Carex ligerica                           | – | 2014                                |                             |
| turzyca Michela                 | Carex michelii                           | – | 2014                                |                             |
| turzyca piaskowa                | Carex arenaria                           | – | 1957                                |                             |
| turzyca Reichenbacha            | Carex pseudo-brizoides                   | – | 2014                                |                             |
| wełnianeczka alpejska           | Baeothryon alpinum                       | W latach 2004–2014 pod ochroną ścisłą.                                                                | 2004                                |                             |
| wełnianeczka darniowa           | Baeothryon caespitosum                   | W latach 2004–2014 pod ochroną ścisłą.                                                                | 2004                                |                             |
| wargowe Lamiaceae               |                                          | |                                     |                             |
| miodownik melisowaty            | Melittis melissophyllum                  | W latach 2004–2014 pod ochroną ścisłą.                                                                | 2001                                |                             |
| wawrzynkowate Thymelaeaceae     |                                          | |                                     |                             |
| wawrzynek wilczełyko            | Daphne mezereum                          | W latach 1946–2014 pod ochroną ścisłą.                                                                | 1946                                |                             |
| wrzosowate Ericaceae            |                                          | |                                     |                             |
| bagno zwyczajne                 | Rhododendron tomentosum (Ledum palustre) | W latach 2004–2014 pod ochroną ścisłą.                                                                | 1957                                |                             |
| bażyna czarna                   | Empetrum nigrum                          | – | 2014                                |                             |
| gruszyczka mniejsza             | Pyrola minor                             | – | 2014                                |                             |
| gruszyczka okrągłolistna        | Pyrola rotundifolia                      | – | 2014                                |                             |
| gruszyczka średnia              | Pyrola media                             | – | 2014                                |                             |
| gruszyczka zielonawa            | Pyrola chlorantha                        | – | 2014                                |                             |
| gruszycznik jednokwiatowy       | Moneses uniflora                         | – | 2014                                |                             |
| modrzewnica zwyczajna           | Andromeda polifolia                      | – | 2014                                |                             |
| zarazowate Orobanchaceae        |                                          | |                                     |                             |
| zaraza                          | Orobanche bohemica                       | W latach 2004–2014 pod ochroną ścisłą.                                                                | 2004                                |                             |
| zaraza                          | Orobanche kochii                         | W latach 2004–2014 pod ochroną ścisłą.                                                                | 2004                                |                             |
| zaraza                          | Orobanche mayeri                         | W latach 2004–2014 pod ochroną ścisłą.                                                                | 2004                                |                             |
| zaraza alzacka                  | Orobanche alsatica                       | W latach 2004–2014 pod ochroną ścisłą.                                                                | 2004                                |                             |
| zaraza Bartlinga                | Orobanche bartlingii                     | W latach 2004–2014 pod ochroną ścisłą.                                                                | 2004                                |                             |
| zaraza bladokwiatowa            | Orobanche pallidiflora                   | W latach 2004–2014 pod ochroną ścisłą.                                                                | 2004                                |                             |
| zaraza bluszczowa               | Orobanche hederae                        | W latach 2004–2014 pod ochroną ścisłą.                                                                | 2004                                |                             |
| zaraza błękitnawa               | Orobanche coerulescens                   | W latach 2004–2014 pod ochroną ścisłą.                                                                | 2004                                |                             |
| zaraza czerwonawa               | Orobanche lutea                          | W latach 2004–2014 pod ochroną ścisłą.                                                                | 2004                                |                             |
| zaraza gałęzista                | Orobanche ramosa                         | W latach 2004–2014 pod ochroną ścisłą.                                                                | 2004                                |                             |
| zaraza goryczelowa              | Orobanche picridis                       | W latach 2004–2014 pod ochroną ścisłą.                                                                | 2004                                |                             |
| zaraza macierzankowa            | Orobanche alba                           | W latach 2004–2014 pod ochroną ścisłą.                                                                | 2004                                |                             |
| zaraza niebieska                | Orobanche purpurea                       | W latach 2004–2014 pod ochroną ścisłą.                                                                | 2004                                |                             |
| zaraza piaskowa                 | Orobanche arenaria                       | W latach 2004–2014 pod ochroną ścisłą.                                                                | 2004                                |                             |
| zaraza przytuliowa              | Orobanche caryophyllacea                 | W latach 2004–2014 pod ochroną ścisłą.                                                                | 2004                                |                             |
| zaraza wielka                   | Orobanche elatior                        | W latach 2004–2014 pod ochroną ścisłą.                                                                | 2004                                |                             |
| zaraza żółta                    | Orobanche flava                          | W latach 2004–2014 pod ochroną ścisłą.                                                                | 2004                                |                             |
| zimowitowate Colchicaceae       |                                          | |                                     |                             |
| zimowit jesienny                | Colchicum autumnale                      | W latach 1995–2014 pod ochroną ścisłą.                                                                | 1957                                |                             |
| złożone Asteraceae              |                                          | |                                     |                             |
| dziewięćsił bezłodygowy         | Carlina acaulis                          | W latach 1946–2014 pod ochroną ścisłą.                                                                | 1946                                |                             |
| kocanki piaskowe                | Helichrysum arenarium                    | – | 1983                                |                             |
| ostrożeń pannoński              | Cirsium pannonicum                       | W latach 1983–2014 pod ochroną ścisłą.                                                                | 1983                                |                             |
| ostrożeń siedmiogrodzki         | Cirsium decussatum                       | – | 2014                                |                             |

oraz inne gatunki wymienione w załączniku IV dyrektywy Rady 92/43/EWG z dnia 21 maja 1992 r. w sprawie ochrony siedlisk przyrodniczych oraz dzikiej fauny i flory (Dz. Urz. WE L 206 z 22.07.1992, str. 7, z późn. zm.) – inne niż gatunki objęte ochroną ścisłą.